# Parque nacional de Dzūkija
El parque nacional Dzūkijos (en lituano, Dzūkijos nacionalinis parkas) es un parque nacional en Dzūkija, Lituania, fue establecido en el año 1991 para conservar los bosques de pino, el paisaje y los pueblos de la región. La zona abarca aproximadamente 550 kilómetros cuadrados en las orillas del río Niemen (Nemunas en lituano).
El parque es el área protegida más grande de Lituania. El parque pertenece tanto a la Asociación de Parques nacionales del Báltico y la Federación de Parques nacionales europeos.

## Características
El parque disfruta de un clima continental más intenso que otras partes del país. Sus paisajes más típicos son los macizos de dunas tierra adentro ubicados en Marcinkonys, Lynežeris, Grubaulia y Šunupis.  

## Asentamientos
El centro administrativo del parque está en Marcinkonys y otra ciudad importante es Merkinė. La villa etnográfica de Zervynos está dentro del parque.

## Enlaces externos

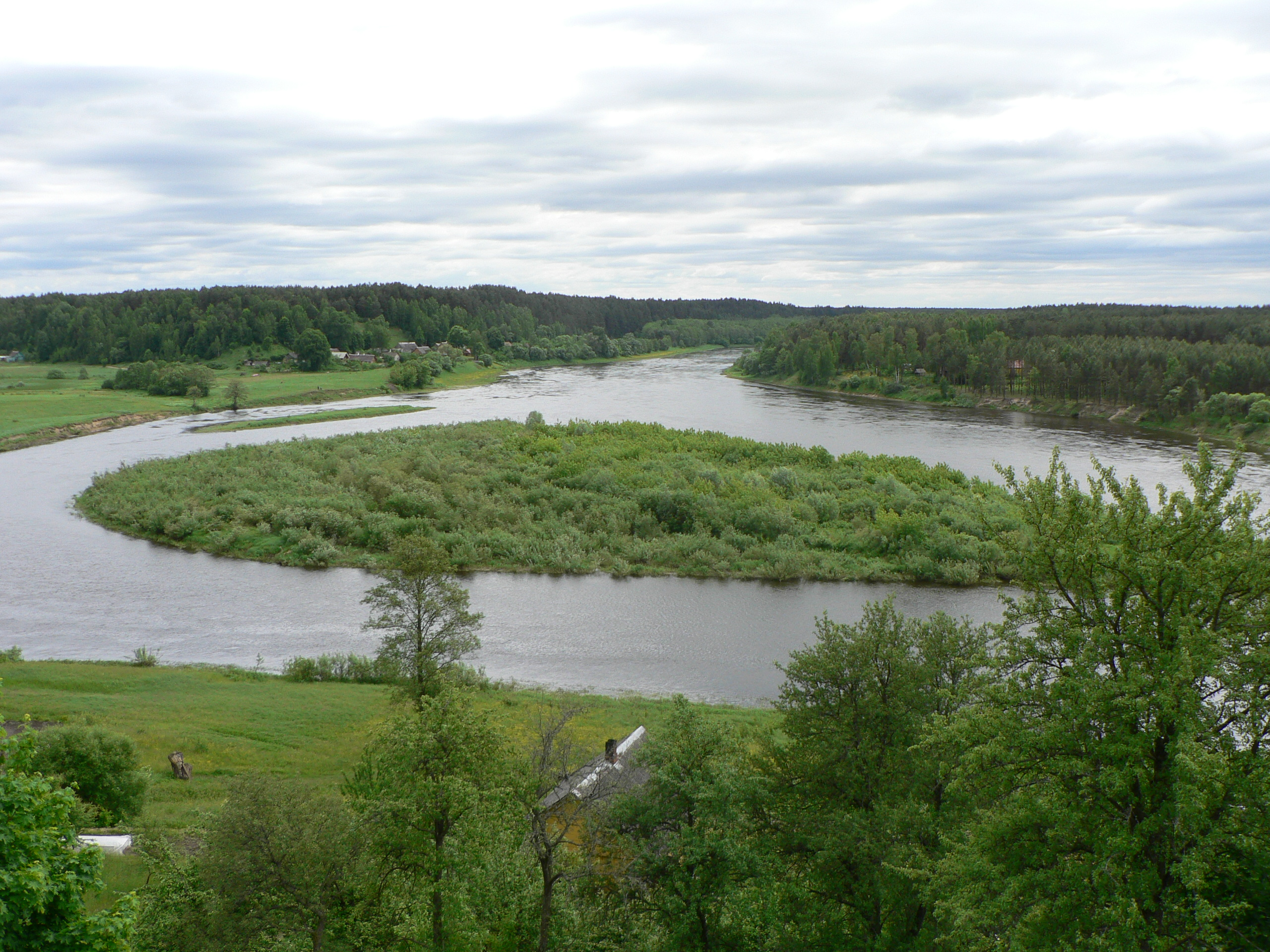
El Niemen por Merkine.